# Округ Даглас (Орегон)
Округ Даглас (енгл. Douglas County) је округ у америчкој савезној држави Орегон.

## Демографија
По попису из 2010. године број становника је 107.667, што је 7.268 (7,2%) становника више него 2000. године.
| Група             | 2000.          | 2010.          |
| Белци             | 92.302 (91,9%) | 96.343 (89,5%) |
| Афроамериканци    | 177 (0,2%)     | 317 (0,3%)     |
| Азијати           | 628 (0,6%)     | 1.040 (1,0%)   |
| Хиспаноамериканци | 3.283 (3,3%)   | 5.055 (4,7%)   |
| Укупно            | 100.399        | 107.667        |